# Gyurcsó Ádám
Gyurcsó Ádám (Tatabánya, 1991. március 6. –) magyar válogatott labdarúgó, a Budapest Honvéd játékosa. Posztja szélső támadó.

## Pályafutása

### Klubcsapatokban
A Videoton II csapatában 2009. augusztus 22-én mutatkozott be, a Gyirmót ellen. Első szezonjában hat bajnokin szerepelt, gólt nem szerzett.
A 2010–11-es szezonban a másodosztályban az összes bajnokin pályára lépett a Vidi második számú csapatában. Harminc mérkőzésén tíz gólt ért el, ezzel pedig a góllövőlista kilencedik helyén végzett. A tavaszi szezon elején számításba vették az első csapatnál is, azonban 2011 márciusában elmulasztott egy edzést, ezért Mezey György, a csapat vezetőedzőjének döntése alapján kikerült a keretből. Két hétre rá visszatérhetett az első csapathoz. Májusban debütált az NB I-ben, az Újpest elleni zárófordulóban.
A 2011–12-es szezon előtt a Kecskeméti TE-hez került kölcsönbe. Első bajnokiját új klubjában 2011. július 7-én, a Paks ellen játszotta. Az őszi szezon után a Kecskemét szerette volna megtartani a játékost, de a Videoton visszarendelte. A fehérváriak színeiben 102 bajnoki mérkőzésen 22 gólt szerzett, és alapembere volt a 2014-15-ös bajnokcsapatnak.

#### Pogoń Szczecin
2016. január 5-én igazolt a lengyel élvonalbeli Pogoń Szczecin csapatához. Február 15-én a Korona Kielce elleni debütálása alkalmával a 78. percben győztes gólt szerzett (3-2). November 19-én a Wisła Kraków elleni bajnokin négyszer talált az ellenfél hálójába.

#### Hajduk Split
2018. január 17-én vált hivatalossá, hogy Gyurcsó fél évre a horvát Hajduk Split csapatához kerül kölcsönbe, ahol Futács Márkó csapattársa lett. Február 24-én mutatkozott be a Hajdukban, a második félidőben csereként állt be a Koprivnica ellen 1–0-ra elveszített bajnokin. A következő fordulóban, március 3-án az NK Rudeš ellen megszerezte első gólját új csapatában, a Hajduk 1–0-ra megnyerte a találkozót. A következő fordulóban az NK Istra 1961 elleni győzelem alkalmával csapata első gólját szerezte. Április 14-én az Inter Zapresic ellen 3–0-ra megnyert bajnokin csapata első gólját lőtte. A 30. fordulóban, a HNK Cibalia elleni bajnokin újabb gólt szerzett. A 34. fordulóban az Istra 1961 elleni 5–1-es győzelem alkalmával gólt lőtt és gólpasszt adott Futácsnak. Május 23-án a Horvát Kupa döntőjében a Dinamo Zagreb ellen Gyurcsó kezdőként végig játszott, de csapata 1–0-ra kikapott riválisától. A tavaszi szezonban az összes tétmérkőzést figyelembe véve 16 találkozón öt gól és öt gólpassz volt a teljesítménye, aminek következtében a Hajduk élt opciós jogával és végleg szerződtette őt a Pogontól.
A 2018-2019-es szezon nyolcadik fordulójában az Istra 1961 elleni 4–2-es győzelem alkalmával duplázni tudott. A horvát bajnokság végén csapatával a 4. helyen végeztek.
2019. július 9-én az Európa-liga-selejtező első fordulójának első mérkőzésén csapata 2–0-ra győzött a máltai Gzira United otthonában. Kezdőként léphetett pályára, és a 43. percben meg is szerezte a Hajduknak a vezetést, miután a saját elrontott 11-esét követően a kipattanót már a kapuba lőtte.
Miután felcsúti kölcsönszerződése lejárta után visszatért a Hajdukhoz, a 2020-2021-esbajnokság 1. fordulójában kezdőként lépett pályára az Istra 1961 ellen 2–0-ra megnyert mérkőzésen és ő szerezte csapata második gólját. A következő körben gólpasszt adott az Eszék ellen 2–1-re megnyert bajnokin. A bajnokság 3. fordulójában gólt lőtt a Slaven Belupo ellen 2–2-re végződő találkozón. Szeptember 27-én újból gólt szerzett, a bajnokság 6. fordulójában a Varazsd ellen 2–0-ra megnyert mérkőzésen.

#### Puskás Akadémia
2019 nyarán a horvát csapat egy évre kölcsönadta a Puskás Akadémiának. A 2019–20-as idényben a bronzérmes csapat tagjaként 29 mérkőzésen 7 gólt szerzett, majd kölcsönszerződése lejárta után távozott a klubtól.

#### Nk Osijek
2021. február 15-től az NK Osijek játékosa lett. Az ezüstérmes csapat tagjaként négy bajnoki mérkőzésen lépett pályára, 129 percet játszott, és egy gólt szerzett.

#### AÉK Lárnakasz
2021. augusztus 30-án jelentették be, hogy két évre a ciprusi AÉK Lárnakasz csapatához szerződött. Október 2-án, a bajnokság 5. fordulójában szerezte meg első gólját, az Apóllon elleni 4–1-es győzelem során. A következő fordulóban újabb gólt szerzett a Paeek ellen 3–0-ra megnyert bajnokin. 2022. július 19-én a Bajnokok ligája selejtezőkörének második fordulójában a Midtjylland ellen 1–1-re végződő mérkőzésen a 81. percben gólt szerzett.

#### Anórthoszi Ammohósztu
2024. szeptember 5-én Cipruson belül váltott klubot, és az Anórthoszi Ammohósztu játékosa lett.

### A válogatottban
2012. június 1-jén debütált egy Csehország elleni barátságos mérkőzésen. A mérkőzés 65. percében lépett pályára Koltai Tamás helyére, majd a 88. percben Dzsudzsák Balázs átadásából győztes gólt szerzett.

## Statisztika

### Klubcsapatokban
2025. július 28-i állapot szerint.
| Klub            | Szezon         | Bajnokság | Bajnokság | Kupa  | Kupa  | Ligakupa | Ligakupa | Nemzetközi | Nemzetközi | Összesen | Összesen |
| Klub            | Szezon         | Mérk.     | Gólok     | Mérk. | Gólok | Mérk.    | Gólok    | Mérk.      | Gólok      | Mérk.    | Gólok    |
| --------------- | -------------- | --------- | --------- | ----- | ----- | -------- | -------- | ---------- | ---------- | -------- | -------- |
| Videoton        | 2008–09        | —         | —         | 3     | 2     | 3        | 0        | —          | —          | 6        | 2        |
| Videoton        | 2009–10        | —         | —         | 1     | 2     | 4        | 0        | —          | —          | 5        | 2        |
| Videoton        | 2010–11        | 1         | 0         | 2     | 1     | —        | —        | —          | —          | 3        | 1        |
| Videoton        | 2011–12        | 13        | 2         | 4     | 0     | 5        | 1        | —          | —          | 22       | 3        |
| Videoton        | 2012–13        | 26        | 4         | 5     | 0     | 3        | 0        | 11         | 0          | 45       | 4        |
| Videoton        | 2013–14        | 19        | 3         | 2     | 0     | 7        | 3        | 2          | 1          | 30       | 7        |
| Videoton        | 2014–15        | 26        | 6         | 5     | 1     | 1        | 0        | —          | —          | 32       | 7        |
| Videoton        | 2015–16        | 17        | 7         | 2     | 0     | —        | —        | 6          | 2          | 25       | 9        |
| Videoton        | Összesen       | 102       | 22        | 24    | 6     | 23       | 4        | 19         | 3          | 168      | 35       |
| Kecskeméti TE   | 2011–12        | 16        | 4         | 4     | 0     | 2        | 0        | 2          | 0          | 24       | 4        |
| Kecskeméti TE   | Összesen       | 16        | 4         | 4     | 0     | 2        | 0        | 2          | 0          | 24       | 4        |
| Pogoń Szczecin  | 2015–16        | 14        | 2         | —     | —     | —        | —        | —          | —          | 14       | 2        |
| Pogoń Szczecin  | 2016–17        | 35        | 5         | 6     | 1     | —        | —        | —          | —          | 41       | 6        |
| Pogoń Szczecin  | 2017–18        | 18        | 2         | 2     | 0     | —        | —        | —          | —          | 20       | 2        |
| Pogoń Szczecin  | Összesen       | 67        | 9         | 8     | 1     | —        | —        | —          | —          | 75       | 10       |
| Hajduk Split    | 2017–18        | 14        | 6         | 2     | 0     | —        | —        | —          | —          | 16       | 6        |
| Hajduk Split    | 2018–19        | 31        | 4         | 2     | 1     | —        | —        | 4          | 0          | 37       | 5        |
| Hajduk Split    | 2019–20        | 1         | 0         | —     | —     | —        | —        | 1          | 1          | 2        | 1        |
| Hajduk Split    | 2020–21        | 16        | 3         | 1     | 0     | —        | —        | 2          | 0          | 19       | 3        |
| Hajduk Split    | Összesen       | 62        | 13        | 5     | 1     | —        | —        | 7          | 1          | 74       | 15       |
| Puskás Akadémia | 2019–20        | 29        | 7         | 6     | 8     | —        | —        | —          | —          | 35       | 15       |
| Puskás Akadémia | Összesen       | 29        | 7         | 6     | 8     | —        | —        | —          | —          | 35       | 15       |
| NK Osijek       | 2020–21        | 4         | 1         | 1     | 0     | —        | —        | —          | —          | 5        | 1        |
| NK Osijek       | Összesen       | 4         | 1         | 1     | 0     | —        | —        | —          | —          | 5        | 1        |
| AÉK Lárnakasz   | 2021–22        | 21        | 5         | 3     | 1     | —        | —        | —          | —          | 24       | 6        |
| AÉK Lárnakasz   | 2022–23        | 26        | 6         | 1     | 0     | —        | —        | 10         | 4          | 37       | 10       |
| AÉK Lárnakasz   | 2023–24        | 25        | 1         | 2     | 1     | —        | —        | 4          | 1          | 31       | 3        |
| AÉK Lárnakasz   | 2024–25        | —         | —         | —     | —     | —        | —        | 1          | 0          | 1        | 0        |
| AÉK Lárnakasz   | Összesen       | 72        | 12        | 6     | 2     | —        | —        | 15         | 5          | 93       | 19       |
| Anórthoszi      | 2024–25        | 22        | 3         | 2     | 1     | —        | —        | —          | —          | 24       | 4        |
| Anórthoszi      | Összesen       | 22        | 3         | 2     | 1     | —        | —        | —          | —          | 24       | 4        |
| Budapest Honvéd | 2025–26        | 1         | 0         | —     | —     | —        | —        | —          | —          | 1        | 0        |
| Budapest Honvéd | Összesen       | 1         | 0         | —     | —     | —        | —        | —          | —          | 1        | 0        |
| Teljes karrier  | Teljes karrier | 375       | 71        | 56    | 19    | 25       | 4        | 43         | 9          | 499      | 103      |

### A válogatottban
| Magyarország | Magyarország | Magyarország |
| Év           | Mérk.        | Gólok        |
| ------------ | ------------ | ------------ |
| 2012         | 5            | 1            |
| 2013         | 2            | 0            |
| 2014         | 5            | 0            |
| 2015         | –            | –            |
| 2016         | 3            | 2            |
| 2017         | 3            | 0            |
| 2020         | 2            | 0            |
| Összesen     | 20           | 3            |

### Mérkőzései a válogatottban
| Magyarország | Magyarország         | Magyarország                      | Magyarország     | Magyarország | Magyarország     | Magyarország    | Magyarország | Magyarország |
| #            | Dátum                | Helyszín                          | Hazai            | Eredmény     | Vendég           | Kiírás          | Gólok        | Esemény      |
| ------------ | -------------------- | --------------------------------- | ---------------- | ------------ | ---------------- | --------------- | ------------ | ------------ |
| 1.           | 2012. június 1.      | Prága, Generali Arena             | Csehország       | 1 – 2        | Magyarország     | barátságos      | 1            | 65' 88'      |
| 2.           | 2012. június 4.      | Budapest, Puskás Ferenc Stadion   | Magyarország     | 0 – 0        | Írország         | barátságos      | -            | 87'          |
| 3.           | 2012. augusztus 15.  | Budapest, Puskás Ferenc Stadion   | Magyarország     | 1 – 1        | Izrael           | barátságos      | -            | a szünetben  |
| 4.           | 2012. szeptember 11. | Budapest, Puskás Ferenc Stadion   | Magyarország     | 1 – 4        | Hollandia        | vb-selejtező    | -            | 61'          |
| 5.           | 2012. október 12.    | Tallinn, A. Le Coq Aréna          | Észtország       | 0 – 1        | Magyarország     | vb-selejtező    | -            | 84'          |
| 6.           | 2013. február 6.     | Belek, Bellis Sports Center (TUR) | Fehéroroszország | 1 – 1        | Magyarország     | barátságos      | -            | 82'          |
| 7.           | 2013. június 6.      | Győr, ETO Park                    | Magyarország     | 1 – 0        | Kuvait           | barátságos      | -            | a szünetben  |
| 8.           | 2014. március 5.     | Győr, ETO Park                    | Magyarország     | 1 – 2        | Finnország       | barátságos      | -            | 52'          |
| 9.           | 2014. május 22.      | Debrecen, Nagyerdei stadion       | Magyarország     | 2 – 2        | Dánia            | barátságos      | -            | a szünetben  |
| 10.          | 2014. június 7.      | Budapest, Puskás Ferenc Stadion   | Magyarország     | 3 – 0        | Kazahsztán       | barátságos      | -            | 78'          |
| 11.          | 2014. szeptember 7.  | Budapest, Groupama Aréna          | Magyarország     | 1 – 2        | Észak-Írország   | Eb-selejtező    | -            | 58'          |
| 12.          | 2014. november 18.   | Budapest, Groupama Aréna          | Magyarország     | 1 – 2        | Oroszország      | barátságos      | -            | 65'          |
| 13.          | 2016. május 20.      | Budapest, Groupama Aréna          | Magyarország     | 0 – 0        | Elefántcsontpart | barátságos      | -            | 64'          |
| 14.          | 2016. október 10.    | Riga, Skonto stadion              | Lettország       | 0 – 2        | Magyarország     | vb-selejtező    | 1            | 10'          |
| 15.          | 2016. november 13.   | Budapest, Groupama Aréna          | Magyarország     | 4 – 0        | Andorra          | vb-selejtező    | 1            | 73' 81'      |
| 16.          | 2017. március 25.    | Lisszabon, Estádio da Luz         | Portugália       | 3 – 0        | Magyarország     | vb-selejtező    | -            | 69'          |
| 17.          | 2017. június 5.      | Budapest, Groupama Aréna          | Magyarország     | 0 – 3        | Oroszország      | barátságos      | -            | 75'          |
| 18.          | 2017. június 9.      | Andorra la Vella, Estadi Nacional | Andorra          | 1 – 0        | Magyarország     | vb-selejtező    | -            | 72'          |
| 19.          | 2020. november 15.   | Budapest, Puskás Aréna            | Magyarország     | 1 – 1        | Szerbia          | Nemzetek Ligája | -            | 78'          |
| 20.          | 2020. november 18.   | Budapest, Puskás Aréna            | Magyarország     | 2 – 0        | Törökország      | Nemzetek Ligája | -            | 64' 90+1'    |
|              | Összesen             |                                   |                  | 20           | mérkőzés         |                 | 3            | gól          |

## Sikerei, díjai
Videoton
- Magyar bajnok: 2010–11, 2014–15

 Puskás Akadémia
- Magyar labdarúgó-bajnokság bronzérmes: 2019–20[21]

 Osijek
- Horvát bajnoki ezüstérmes: 2020–21[32]